# Total Immersion Racing
Total Immersion Racing es un videojuego de carreras de 2002 que cubre tres tipos de clases de autos: GT, GTS y PRO (Prototipo) e involucra carreras en circuitos tanto del mundo real como imaginarios. Hay cuatro niveles de dificultad: "Aficionado", "Profesional", "Leyenda" y "Extremo".
Total Immersion Racing fue lanzado para Mac OS X por Feral Interactive en 2003.

## Modos de juego
Carrera individual: Corre en cualquier pista desbloqueada con cualquier auto desbloqueado. Se puede correr de una vuelta a veinticinco y la hora del día se puede cambiar a Tarde o Día (en la mayoría de las pistas).
Carrera: Empiece en un coche GT de baja potencia y ascienda de rango para ganar el campeonato de la categoría PRO y desbloquear coches y pistas.
Contrarreloj: Obtén los mejores tiempos de vuelta en cualquier pista con cualquier coche.
Desafío: Completa treinta y siete desafíos diferentes en cinco clases: GT, GTS, PRO, Fabricante y Resistencia. Se puede encontrar una lista de todos los desafíos a continuación.

## Coches
Hay un total de diecisiete coches divididos en tres grupos (GT, GTS y PRO (prototipo)):
| Lista de coches |                       |                     |
| GT              | GTS                   | PRO                 |
| Audi TT-R       | Lister Storm GT       | Audi R8             |
| BMW M3 GTR      | McLaren F1 GTR        | Bentley EXP Speed 8 |
| Noble M12       | Panoz Esperante GTR-1 | BMW V12 LMR         |
| Quaife R4 GT1   | Sintura S99 GT1       | Dome S101           |
|                 | Vemac 320R            | Lister Storm LMP    |
|                 |                       | Panoz LMP-1         |
|                 |                       | Pilbeam MP84        |

1. 1 2  No elegible en la carrera.

## Pistas
| Lista de pistas           |                   |
| Reales                    | Ficticias         |
| Hockenheimring (2001)     | Minato City       |
| Hockenheimring Motodrom   | Springfield       |
| Autodromo Nazionale Monza | Springfield Short |
| Rockingham (Infield)      | Talheimring       |
| Rockingham Oval           |                   |
| Sebring                   |                   |
| Silverstone (2001)        |                   |
| Silverstone International |                   |

## Desafíos
Los desafíos deben completarse en orden, con la finalización del #1 desbloquea el #2 y así sucesivamente. Con cada carrera, el jugador acumula puntos por su posición final (10 por una victoria), que contribuyen a la puntuación del campeonato. No ganar el campeonato constituirá el fracaso del desafío. Los desafíos pueden ser específicos para un automóvil o pueden permitir la elección de varios o todos los automóviles de una sola clase. Completar desafíos desbloquea autos y pistas para su uso en un solo jugador y multijugador, así como un uso de prueba de tiempo. Por lo general, los desafíos del 'fabricante' (donde se desbloquean automóviles específicos) están separados por uno o dos desafíos generales (en su mayoría, permiten el uso de cualquier automóvil desbloqueado de la clase del vehículo previamente desbloqueado). Ganar carreras en pistas en las que no se corrió anteriormente las desbloqueará, ya que no todas las pistas están disponibles para competir desde el principio. Cada desafío incluye entre 1 y 8 carreras separadas, cada una de entre 1 y 50 vueltas.
Para las carreras de desafío, no hay configuraciones de dificultad, y la dificultad aumenta a medida que el jugador avanza a través de ellas.